# Kim Ohlsson
Kim Alexander Ohlsson, född 21 mars 1980 i Landskrona, Skåne, är programledare på Sveriges Radio och SVT. 
Han är programledare för Vi i femman, Lilla Melodifestivalen, Sommarlov i P4 och Junior i P4. 
Sedan 2010 är han programledare för radioprogrammet Junior i P4 som sänds varje lördag förmiddag . 2011 började han också som programledare för Vi i femman i SVT  och 2012 för Lilla melodifestivalen i SVT och P4 . Han är också programledare för Sommarlov i P4. 
Ohlsson är född i Landskrona och uppväxt i Glumslöv. Numera är han bosatt utanför Alvesta i Småland. 

### Webbkällor
- ”Kim leder "Sommarlov i P4"”. Helsingborgs Dagblad. 17 juni 2013. http://hd.se/noje/2013/06/17/kim-leder-sommarlov-i-p4/. Läst 11 februari 2014.

- ”Om Kim"”. SR. 11 februari 2014. http://sverigesradio.se/sida/artikel.aspx?programid=3022&artikel=1725973. Läst 11 februari 2014.